# Mobillåda
Mobillåda är en förvaringsmöbel för mobiltelefoner. I handeln finns den i olika utförande, i både trä och plast samt med och utan handtag. Vissa har även inbyggd mobilladdare. I Sverige utsågs den till Årets julklapp av HUI 2019 med bakgrund av en tilltagande debatt om minskad skärmtid.
Syftet med mobillådan är att man gemensamt ska kunna lägga undan mobiltelefonen på samma plats utan sammanblandning av telefonerna. Det kan vara för att lättare varva ner och skapa lugn. Mobillådan kan också användas för att reglera och kontrollera andras användning av mobiltelefon.
Mobillådor används bland annat i en del svenska klassrum, där elever kan lämna ifrån sig sina mobiltelefoner under mobilfria lektioner. 2019 beslutade varje enskild skola i Sverige om mobilförbud i skolan. Lärare hade dock rätt att frånta telefonen från en elev om den störde utbildningen en utgjorde fara för säkerheten i den. Från och med höstterminen 2022 är alla grund- och gymnasieskolor i Sverige mobilfria under lektionstid och rektorn på varje skola kan även besluta om mobilfria skolraster.
Mobillådor kan även tillverkas i slöjden eller hemmet. Ett uppmärksammat exempel är när Vänsterpartiets dåvarande partiledare Jonas Sjöstedt överlämnade en mobillåda som hans barn gjort i skolslöjden till Liberalernas då avgående partiledare Jan Björklund tidigare under 2019.
Efter att mobillådan utsågs till årets julklapp 2019 ville forskare studera om koncentration och umgänge blir bättre av att mobiltelefonen läggs i en låda.